# Taxus hunnewelliana
Taxus hunnewelliana là một loài thực vật hạt trần trong họ Taxaceae. Loài này được Rehder mô tả khoa học đầu tiên năm 1925.